# Гран-при 70-летия
Гран-при 70-летия (англ. 70th Anniversary Grand Prix) — один из этапов чемпионата мира по автогонкам в классе «Формула-1» 2020 года. Дебютный Гран-при под этим названием прошёл на трассе Сильверстоун c 7 по 9 августа 2020 года.

## Победители Гран-при 70-летия
| Год  | Пилот           | Команда        | Трасса       | Отчёт |
| ---- | --------------- | -------------- | ------------ | ----- |
| 2020 | Макс Ферстаппен | Red Bull-Honda | Сильверстоун | Отчёт |